# Pankrác Krkoška
Pankrác Krkoška (22. ledna 1861 Brno-Josefov – 16. února 1888 Brno-Pekařská) byl moravský učitel, politický činovník a novinář, zakladatel moravského deníku Rovnost.

## Život
Narodil se v roce 1861 v brněnské čtvrti Josefov. Od roku 1868 bydlel v Husovicích čp. 140 (nyní Dukelská třída 47). 
Studoval na německých školách (1866–1868 Utrakvistická škola v Zábrdovicích, 1869–1870 Hlavní chlapecká škola na Cejlu), následně absolvoval c. k. Vyšší Slovanské gymnázium v Brně (1871–1874) a učitelský ústav v Brně na Poříčí č. 5 (1874–1876). Roku 1880 složil maturitu a získal právo vyučovat na obecních školách národních.
Od roku 1878–1887 byl členem spolku Svatoboj v Husovicích, na valné hromadě roku 1878 bylo pod jeho vlivem rozhodnuto, že se stane spolkem národním a pokrokovým.
Od roku 1880 působil jako podučitel v Lipůvce, 1881–1882 v Bosonohách, 1882–1884 v Rousínově, 1884–1885 jako pomocný učitel v Kovalovicích, poté krátce v Moravských Prusech. Roku 1885 požádal o uvolnění z učitelské služby. 
Propagoval levicové myslitele Marxe, Engelse a Lassalla a Darwinovu teorii přírodního výběru. Politicky se profiloval jako sociální demokrat. Publikoval v brněnských časopisech Spravedlnost a Bojovník.
Usiloval o založení nového tiskového orgánu Sociálně demokratické strany českoslovanské. 
V roce 1885 založil brněnské noviny Rovnost a stal se jejich prvním šéfredaktorem. Titul novin byl odvozen od vídeňských novin Gleichheit založených Victorem Adlerem. První číslo vyšlo 20. srpna 1885 a Krkoška je napsal v hostinci U Průšů, nicméně cenzurou bylo zabaveno. Rovnost poté vycházela jako čtrnáctideník, posléze jako týdeník. Kvůli neshodám s kolegy Krkoška po roce vedení Rovnosti opustil. Po odchodu z Rovnosti se věnoval sokolské osvětové činnosti. 18. května 1886 založil tělovýchovnou jednotu Sokol Husovice, jejímž náčelníkem se posléze stal. 
Jeho partnerkou byla Matylda Chladová, která byla o osm let starší. Nikdy se však nevzali a jejich společný syn Bohdan dostal příjmení po matce.
Zemřel 16. února 1888 ve věku 27 let v zemské nemocnici na tuberkulózu (jako bezprostřední příčina smrti uveden hnisavý zánět pohrudnice) a je pohřben na brněnském ústředním hřbitově, skup. 23, hrob č. 682. Pohřeb se konal 19. února 1888 za účasti asi čtyř tisíc lidí; nad hrobem promluvil Josef Hybeš.

## Posmrtné připomínky
- Po Krkoškovi je pojmenována ulice Krkoškova v brněnských Černých Polích.
- Busta Pankráce Krkošky se nachází před školou v Rousínově (Habrovanská 312/3).
- Pamětní desky na upomínku Pankráce Krkošky jsou umístěny:
  - na boční straně Pedagogické fakulty Masarykovy univerzity v Brně, Ypsilantiho 2,
  - v Kovalovicích na budově bývalé školy,
  - v Brně na rohu Bratislavské ulice (č. 13) a Příční, připomínající zahájení vydávání deníku Rovnost.

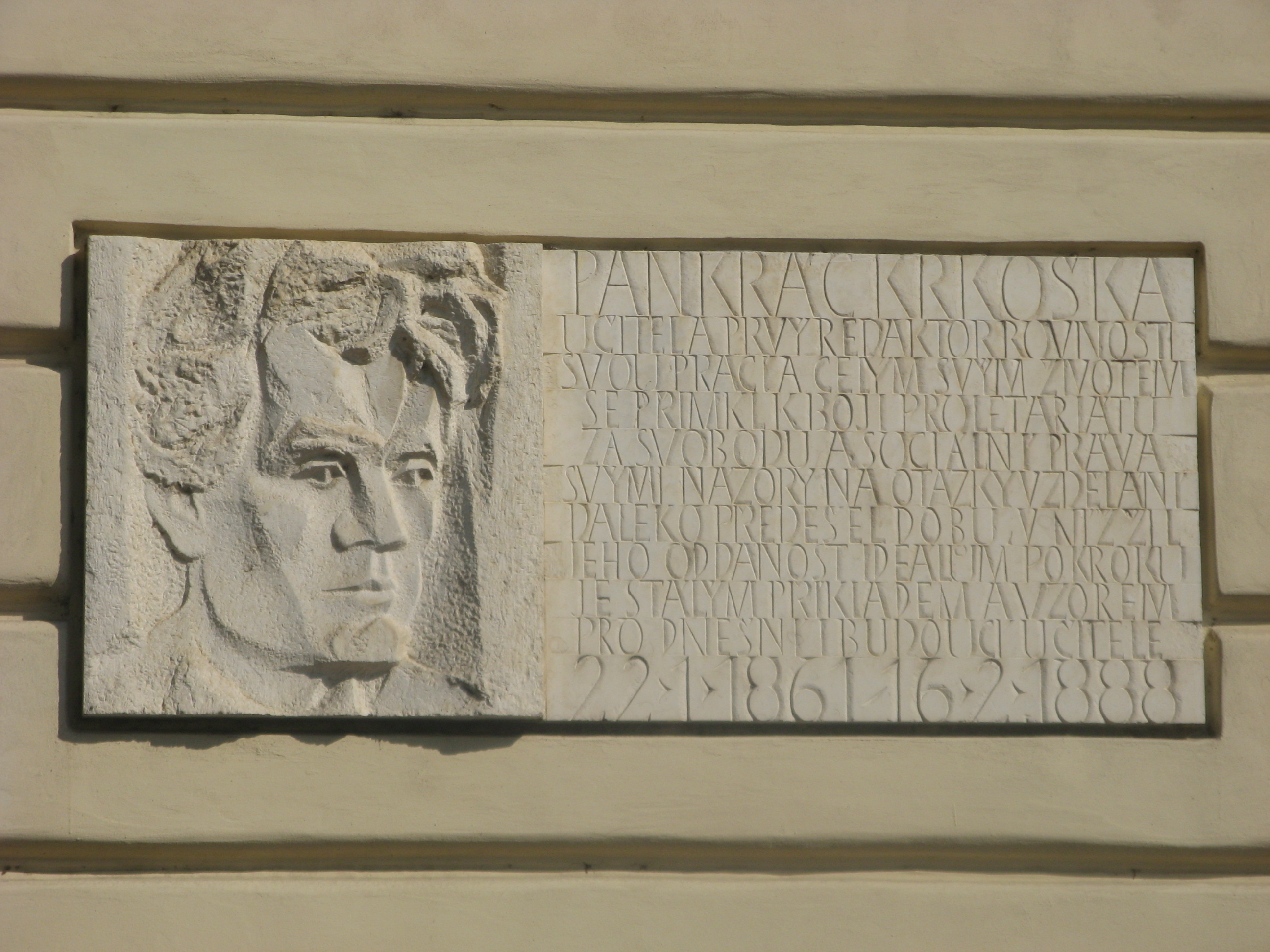
Pamětní deska v Ypsilantiho ulici, Brno
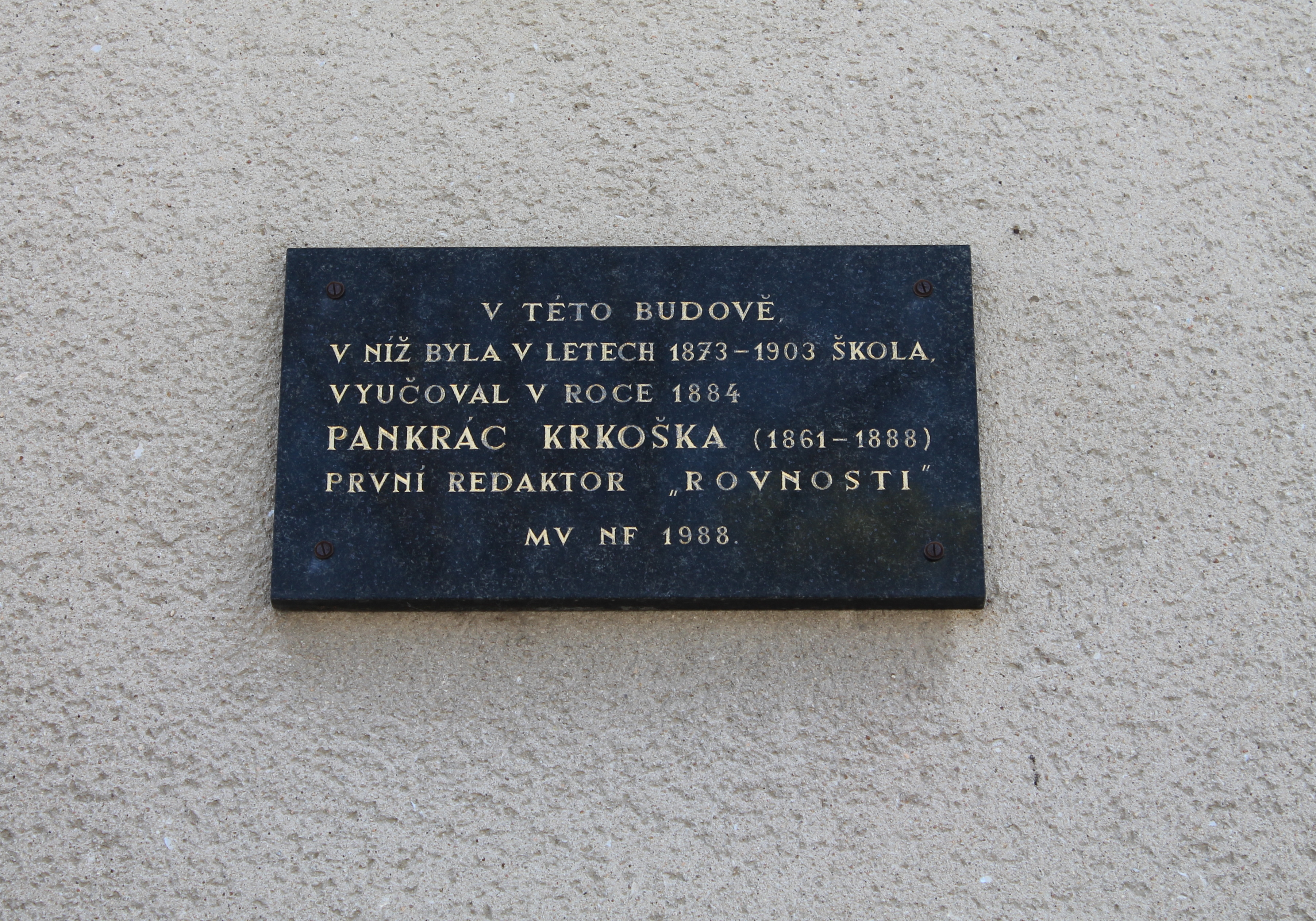
Pamětní deska v Kovalovicích
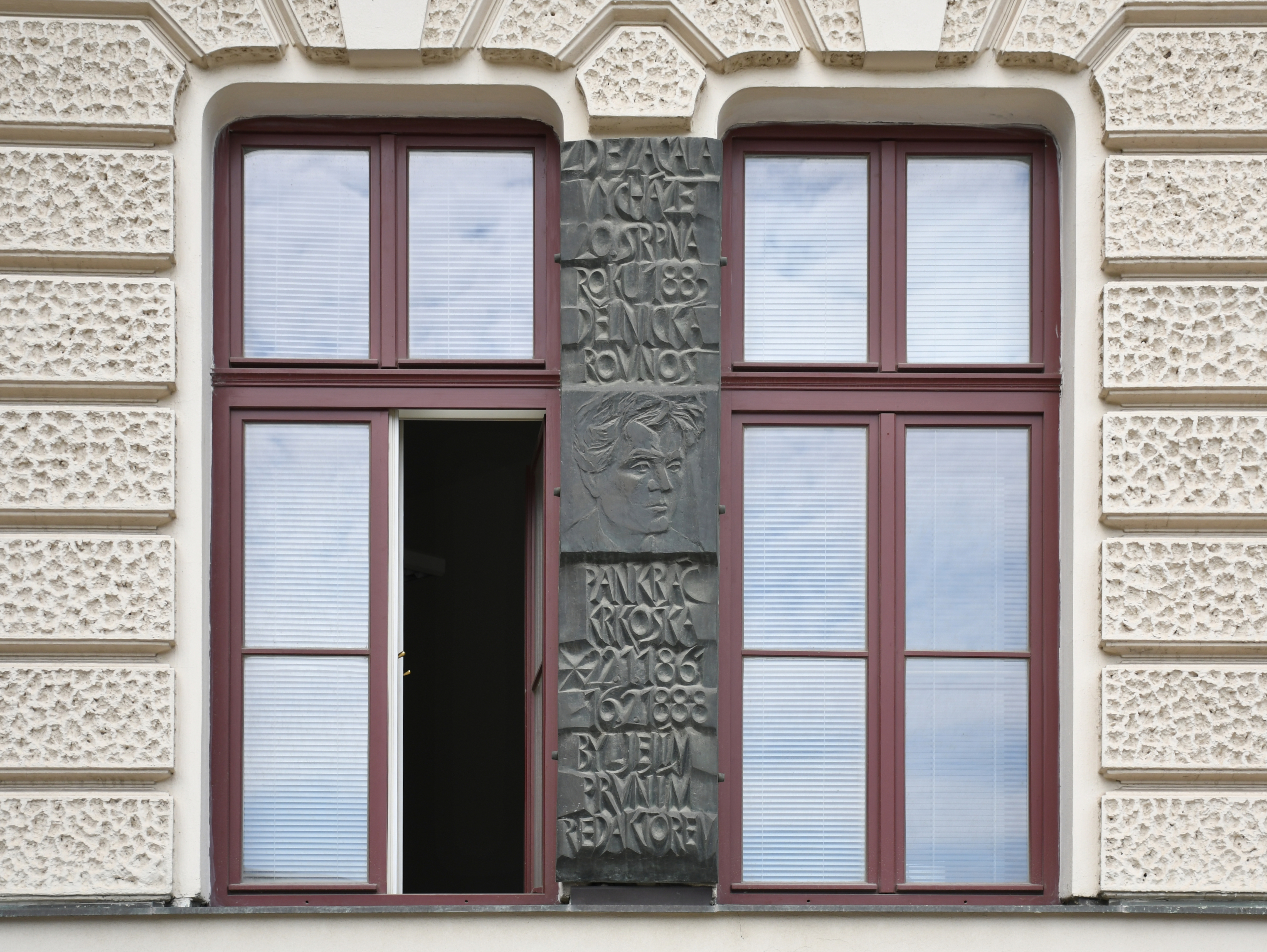
Pamětní deska v Příční ulici, Brno

## Dílo
Písemná pozůstalost Pankráce Krkošky se do roku 1990 nacházela v Muzeu dělnického hnutí v Brně. Po jeho zrušení přešla do sbírek Historického oddělení Moravského zemského muzea, kde byla reevidována pod přírůstkovým číslem 34/2020. Nyní je uložena v depozitáři na zámku v Moravci. Fond je nezpracovaný, a tedy nepřístupný.
- KRKOŠKA, Pankrác. Vznik soustavy sluneční: tělesa nebeská, počátek naší země, pradějiny světa, jednotné pojmutí vesmíru. V Brně: nákladem vydavatelstva Rovnosti, 1891. 112 s. Dostupné online.